# Adoretus vitalisi
Adoretus vitalisi är en skalbaggsart som beskrevs av Ohaus 1930. Adoretus vitalisi ingår i släktet Adoretus och familjen Rutelidae. Inga underarter finns listade i Catalogue of Life.